# Dasyatis lata
Dasyatis lata är en rockeart som först beskrevs av Garman 1880.  Dasyatis lata ingår i släktet Dasyatis och familjen spjutrockor. IUCN kategoriserar arten globalt som livskraftig. Inga underarter finns listade i Catalogue of Life.